# 어쩔 수 없이 네가 좋아
〈어쩔 수 없이 네가 좋아〉(どうしようもなく君が好きだ 도오시요오모나쿠키미가스키다[*])는 AKB48의 61번째 싱글이다. 타이틀 곡의 센터 포지션은 혼다 히토미가 맡는다.

## 발매 배경
전작 〈오랫만의 립글로스〉로부터 약 6개월 만의 싱글이다.
음반 레이블 유니버설 뮤직 재팬의 이적 첫 싱글이다.

## 선발 멤버
- 굵은 글씨는 첫 선발

어쩔 수 없이 네가 좋아
(센터 : 혼다 히토미)
- AKB48팀 A:치바 에리이, 무카이치 미온, 혼다 히토미, 오카베 린
- AKB48팀 K:모기 시노부, 야마우치 미즈키, 오오니시 모모카, 오다 에리나
- AKB48팀 B:카시와기 유키(최연장자), 오오모리 마호, 오구리 유이
- AKB48팀 4:무라야마 유이리, 쿠라노오 나루미
- AKB48연구생: 사토 아이리, 히라타 유키, 야마자키 소라